# Kaple Egerdach
Kaple Egerdach je kaple ve čtvrti Amras v Innsbrucku na Hermann-Gmeiner-Straße. Je zasvěcena svatému Kříži.
V roce 1600 byly na tomto místě objeveny tři léčebné prameny a v roce 1620 byly postaveny první budovy lázní. Kaple byla postavena roku 1656. Je to obdélníková stavba s vysunutým chórem a klenbovým stropem. Nad krytým vchodem je dřevěný krucifix. Po zániku lázní, ve 20. století, připadla kaple SOS dětské vesničce.